# Dario David Cioni
Dario David Cioni (Reading, 2 dicembre 1974) è un ex ciclista su strada, mountain biker e ciclocrossista italiano.
Professionista dal 2000 al 2011, è stato campione italiano a cronometro. Attualmente è uno dei direttori sportivi del Team Sky/Ineos, ultima squadra per la quale ha corso nella sua carriera professionistica.

## Carriera
Inizia la carriera agonistica nel 1992, all'età di diciotto anni, correndo in mountain bike per il team Diamond Back diventato in seguito Mapei. Si mette in mostra subito, vincendo il Campionato Italiano d'inverno (ne vincerà in seguito altri due), e conquistando la seconda piazza agli assoluti italiani ed alla corsa su più prove denominata Italian Cup. Gli ottimi risultati all'esordio gli valgono la convocazione agli europei ed ai mondiali dello stesso anno.
Le convocazioni in nazionale proseguono fino all'anno 2000, nel frattempo, partecipa con risultati di buon livello a competizioni internazionali e di coppa del mondo. Tra i migliori risultati, il secondo posto ai mondiali under 23 disputati a Bassano del Grappa, ed una piazza d'onore in una corsa di coppa del mondo.
Tra le vittorie nelle gran fondo, sempre nell'ambito delle ruote grasse, spiccano la gran fondo del Brunello, la Speedylonga e la Bike Xtreme. Nel 1995 e nel 1996 si cimenta nel ciclocross, sport nel quale difenderà la maglia azzurra sia in coppa nel mondo che ai mondiali di specialità. Da segnalare la vittoria del Trofeo Lombardia.
Nel 2000 passa al professionismo su strada con la squadra della Mapei, prima solo parzialmente in seguito a tempo pieno. La mancata convocazione per le Olimpiadi nella mountain bike, gioca un ruolo importante nella scelta di passare in pianta stabile alla strada, decisione che prenderà definitivamente nel 2001.

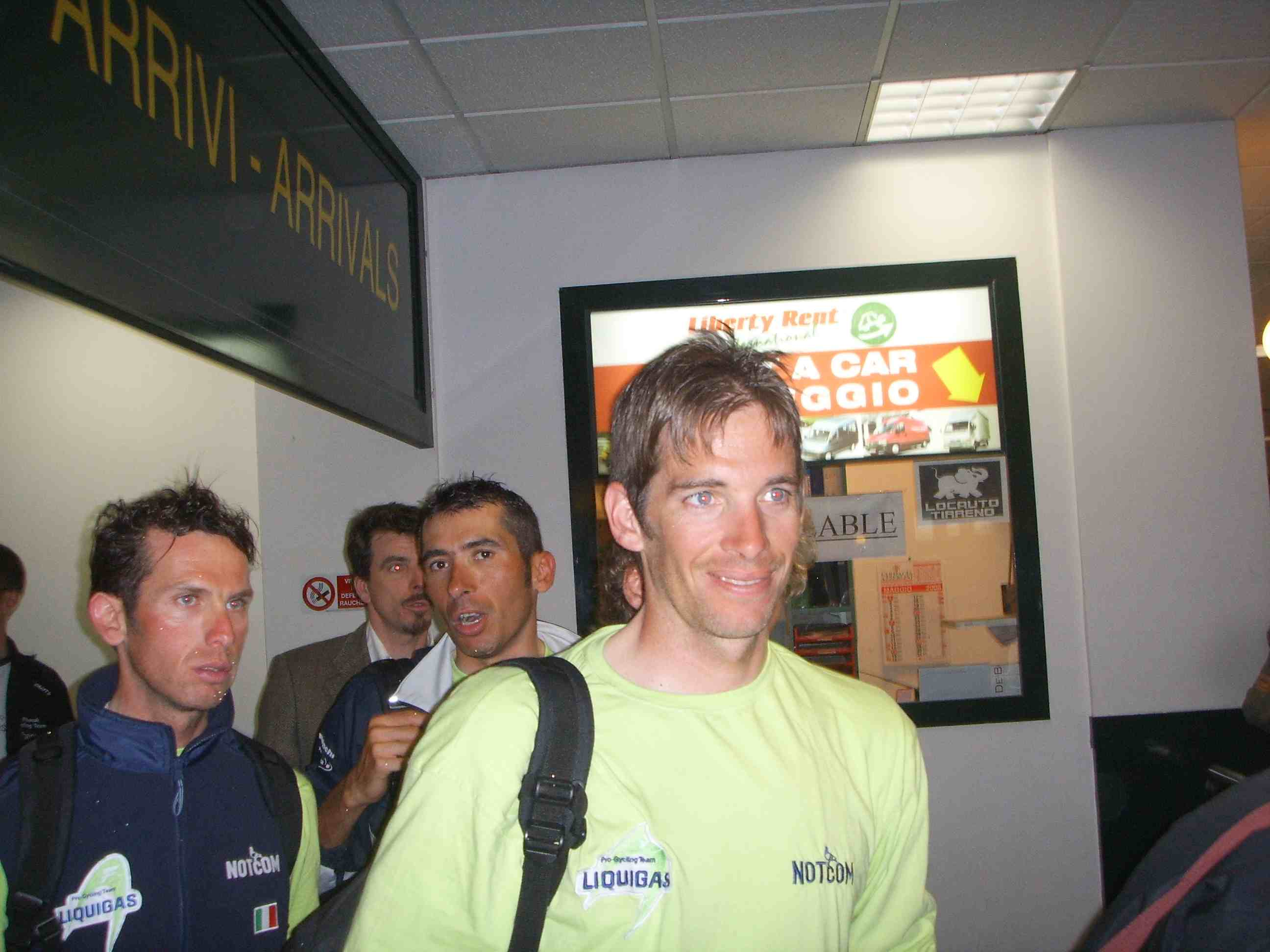
Cioni con il compagno di squadra Andriotto e Spezialetti all'aeroporto di Pisa durante il Giro d'Italia 2006

La prima vittoria da professionista giunge al Giro di Slovenia 2000. Nel 2001, vince la terza tappa e la classifica finale di una piccola corsa a tappe portoghese, la Vuelta Minho. Nel 2002 debutta al Giro d'Italia. Nel 2003 passa alla Fassa Bortolo, il ruolo come nell'anno precedente è quello di gregario per le corse a tappe.
L'anno 2004, una volta libero da compiti di gregariato, lo vede raggiungere il quarto posto nella classifica finale del Giro d'Italia. In seguito conquista il terzo gradino del podio al Giro di Svizzera e la vittoria ai Campionati italiani a cronometro. Viene convocato per il Campionato del mondo di ciclismo su strada di Verona, al quale però dovrà rinunciare perché giudicato non idoneo per ematocrito alto.
Nel 2005 corre per la Liquigas e vi resta fino alla fine della stagione 2006. Nel 2007 si trasferisce alla belga Predictor-Lotto, e nel mese di febbraio si aggiudica la prima tappa della Ruta del Sol, e rimane in testa alla classifica sino all'ultima frazione, quando Óscar Freire con una volata incredibile riesce a scalzarlo dalla vetta. Nel 2009 passa all'ISD-Neri e nel 2010 arriva al Team Sky. Partecipa al Giro d'Italia che conclude in diciassettesima posizione.
Dal 2003 è sposato con Annarita Goldin, campionessa italiana di mountain bike nel 1996.

## Palmarès
- 2000

2ª tappa Tour de Slovenie
- 2001

3ª tappa Grand Prix do Minho
Classifica generale Grand Prix do Minho
- 2004

Campionati italiani, Prova a cronometro
- 2007

1ª tappa Vuelta a Andalucía (Villa de Otura > La Zubia)

### Altri successi
- 2009

1ª tappa, 2ª semitappa Settimana Internazionale di Coppi e Bartali

## Piazzamenti

### Grandi Giri
- Giro d'Italia

2002: 29º
2003: fuori tempo (19ª tappa)
2004: 4º
2005: 13º
2006: 86º
2007: 33º
2009: 47º
2010: 17º
2011: 76º
- Tour de France

2003: 79º
2005: 54º
2007: 56º
2008: 83º
- Vuelta a España

2000: 90º
2001: 35º
2002: 55º
2004: 52º
2006: 38º
2011: 145º

### Classiche monumento
- Liegi-Bastogne-Liegi

2004: 68º
- Giro di Lombardia

2001: 47º
2002: 44º